# Teorema di diagonalizzabilità
In algebra lineare, il teorema di diagonalizzabilità è uno strumento che fornisce una condizione necessaria e sufficiente affinché una matrice quadrata sia diagonalizzabile.

## Il teorema
Sia {\displaystyle A} una matrice quadrata di ordine {\displaystyle n} con valori in un campo {\displaystyle K} (come il campo dei numeri reali o complessi). Il polinomio caratteristico di {\displaystyle A} è un polinomio di grado n definito nel modo seguente:
{\displaystyle p(\lambda )=\det(A-\lambda I).}
Le radici {\displaystyle \lambda _{1},\dots \lambda _{k}} di {\displaystyle p(\lambda )} appartenenti al campo {\displaystyle K} sono gli autovalori di {\displaystyle A}. Ogni autovalore {\displaystyle \lambda _{i}} ha una sua molteplicità come radice del polinomio caratteristico, detta molteplicità algebrica. Un autovalore con molteplicità algebrica 1 si dice semplice.
L'autospazio {\displaystyle V_{i}} relativo all'autovalore {\displaystyle \lambda _{i}} è l'insieme di tutti gli autovettori aventi {\displaystyle \lambda _{i}} come autovalore, più il vettore nullo:
{\displaystyle V_{i}=\{v\,|\,Av=\lambda _{i}v\}=\{v\,|\,(A-\lambda _{i}I)v=0\}=\ker(A-\lambda _{i}I).}
Si dice molteplicità geometrica (o nullità) di {\displaystyle \lambda _{i}} la dimensione dell'autospazio {\displaystyle V_{i}} relativo a {\displaystyle \lambda _{i}}. Un autovalore per cui vale l'uguaglianza tra le due molteplicità (algebrica e geometrica) si dice regolare.

### Enunciato
Il teorema di diagonalizzabilità afferma che {\displaystyle A} è diagonalizzabile se e solo se sono verificate entrambe le seguenti condizioni :
- La somma delle molteplicità algebriche dei suoi autovalori è {\displaystyle n}.
- Le molteplicità algebriche e geometriche di ogni autovalore sono coincidenti.

Oppure equivalentemente, che {\displaystyle A} è diagonalizzabile se e solo se la somma delle molteplicità geometriche dei suoi autovalori è {\displaystyle n}.

#### Dimostrazione
Prima di procedere con la dimostrazione, bisogna fare una premessa: gli autovettori sono i vettori non nulli per cui un endomorfismo {\displaystyle T\colon V\to V}(dove {\displaystyle V} è uno spazio vettoriale) manda un vettore nel prodotto di quel vettore per uno scalare. Tale scalare è detto autovalore. Ogni endomorfismo può essere associato, una volta fissata una base, a un'unica matrice detta matrice associata. Tale matrice è diagonalizzabile se esiste una base di {\displaystyle V} composta da autovettori dell'endomorfismo.
Si considerino l'endomorfismo {\displaystyle T\colon V\to V}, con {\displaystyle n=\dim V}, la matrice associata {\displaystyle A} e il sottospazio 
{\displaystyle W=V_{1}\oplus {V_{2}}\oplus \ldots \oplus V_{k},}
dove {\displaystyle V_{i}} è l'autospazio generato da {\displaystyle \lambda _{i}} che è un autovalore della matrice {\displaystyle A}. Ognuno di questi autovalori è distinto e quindi l'intersezione tra coppie di autospazi è il vettore nullo.
Ora {\displaystyle \dim W=n} se e solo se la matrice {\displaystyle A} è diagonalizzabile. Quest'uguaglianza, infatti, equivale all'esistenza di una base di autovettori.
Dobbiamo dimostrare che tale uguaglianza si verifica se e solo se si verificano le condizioni del teorema di diagonalizzabilità.
Consideriamo la disuguaglianza seguente: 
{\displaystyle \dim W=\dim V_{1}+\dim V_{2}+\ldots +\dim V_{k}=m_{\text{geo}}(\lambda _{1})+m_{\text{geo}}(\lambda _{2})+\ldots +m_{\text{geo}}(\lambda _{k})\leq m_{\text{alg}}(\lambda _{1})+m_{\text{alg}}(\lambda _{2})+\ldots +m_{\text{alg}}(\lambda _{k})\leq n,}
dove {\displaystyle m_{\text{alg}}(\lambda )} e {\displaystyle m_{\text{geo}}(\lambda )} sono rispettivamente la molteplicità algebrica e geometrica dell'autovalore {\displaystyle \lambda }. Chiaramente {\displaystyle \dim W=n} se e solo se entrambe le disuguaglianze sono delle uguaglianze. La somma delle molteplicità algebriche è uguale alla somma delle molteplicità geometriche se e solo se {\displaystyle m_{\text{geo}}(\lambda _{i})=m_{\text{alg}}(\lambda _{i})}, per ogni {\displaystyle i}. La somma delle molteplicità algebriche è uguale a {\displaystyle n} se e solo se il polinomio caratteristico ha {\displaystyle n} radici nel campo contate con le loro molteplicità.

## Conseguenze
Il primo punto del teorema implica che il polinomio caratteristico abbia tutte le radici nel campo, ovvero che si possa fattorizzare come prodotto di polinomi di grado 1. Inoltre, dette {\displaystyle m_{\text{alg}}(\lambda )} e {\displaystyle m_{\text{geo}}(\lambda )} rispettivamente la molteplicità algebrica e geometrica di un autovalore {\displaystyle \lambda }, per ogni autovalore valgono le seguenti disuguaglianze:
{\displaystyle 1\leq m_{\text{geo}}(\lambda )\leq m_{\text{alg}}(\lambda )\leq n.}
Di conseguenza, il teorema di diagonalizzabilità ha come corollario i fatti seguenti:
- Se il polinomio caratteristico ha {\displaystyle n} radici distinte nel campo, {\displaystyle A} è diagonalizzabile.
- Se esiste un autovalore {\displaystyle \lambda } tale che {\displaystyle m_{\text{geo}}(\lambda )<m_{\text{alg}}(\lambda )} allora {\displaystyle A} non è diagonalizzabile.
- La forma diagonale di un endomorfismo non è univocamente individuata ma è definita a meno di permutazioni sulla diagonale principale.

## Esempi
Verifichiamo che la seguente matrice non è diagonalizzabile:
{\displaystyle A={\begin{bmatrix}1&1\\0&1\\\end{bmatrix}}.}
Il suo polinomio caratteristico {\displaystyle p(x)=(1-x)^{2}} ha una sola radice (che è 1 poiché {\displaystyle (1-1)^{2}=0} ), con molteplicità algebrica 2. Quindi il primo punto del teorema è soddisfatto. A questo punto la molteplicità geometrica dell'autovalore 1 può essere solo 1 o 2. Questa è uguale alla dimensione del nucleo di {\displaystyle B=A-I.} La matrice {\displaystyle B} ha rango 1, quindi per il teorema del rango il suo nucleo ha dimensione {\displaystyle 2-1=1.} Quindi la molteplicità geometrica è 1, quella algebrica è 2, pertanto la matrice non è diagonalizzabile.